# YNW Melly
Джеймел Моріс Демонс (англ. Jamell Maurice Demons; нар. 1 травня 1999, Гіффорд), відоміший під псевдонімом YNW Melly — американський репер, співак та автор пісень. Став відомим після звинувачення у вбивстві двох друзів із колективу YNW.

## Життєпис
Народився 1 травня 1999 року у Гіффорді, штат Флорида. Почав публікувати свої пісні на SoundCloud, у 15-річному віці. 2017 року він був ув'язнений на деякий час за звинуваченням у незаконному зберіганні зброї та перестрілку, в якій він брав участь, коли йому було 16 років.

## Кар'єра
Наприкінці 2017 року, перебуваючи в ув'язненні, Демонс випустив свій перший проєкт, міні-альбом «Collect Call», який містив у собі спільні композиції з багатьма відомими виконавцями, зокрема Lil Baby та John Wicks. 2018 року випустив сингли «Virtual (Blue Balenciagas)», «Melly the Menace» та «Slang That Iron». Інші сингли включають «4 Real», «Butter Pecan» і «Medium Fries». Станом на січень 2019 року відеокліпи на YouTube зібрали 26 мільйонів, 16 мільйонів та 11 мільйонів переглядів, відповідно.
У серпні 2018 року Джеймел випустив свій дебютний альбом «I Am You», який потрапив у Billboard 200 на 192-гу позицію.
17 січня 2019 року і надалі перебуваючи в ув'язненні, Демонс випустив «We All Shine», свій другий мікстейп, що складається з 16 треків. Проєкт включав спільні пісні з Каньє Вестом та Fredo Bang. Музичний кліп для Mixed Personalities за участю Каньє вийшов разом з альбомом.
Станом на січень 2019 року Демонс набрав 3,9 мільйона підписок на Spotify. Його найпопулярніша пісня — «Murder on My Mind», яка спочатку вийшла як сингл, а потім додана в «I Am You». «.
22 листопада 2019 року Melly випустив дебютний студійний альбом Melly vs. Melvin".
13 березня 2020 року Melly випустив ремікс на свій трек « Suicidal». До реміксу було додано куплет покійного репера Juice WRLD, що зробило його третім офіційним посмертним релізом.
З березня 2021 року за допомогою Kodak Black YNW Melly випустив кілька синглів, а незабаром з'явився другий студійний альбом Демонса «Just a Matter of Slime».

## Захворювання COVID-19
2 квітня 2020 року менеджер Демонса повідомив, що тест на коронавірус у артиста дав позитивний результат. Адвокати Melly намагалися добитися звільнення виконавця з в'язниці через хворобу, посилаючись на звільнення американського репера 6ix9ine у зв'язку з астмою, але 14 квітня їм було відмовлено рішенням суду.

## Порушення закону
Вперше Джеймел був заарештований 19 жовтня 2015 року, за звинувачення у нападі на трьох осіб біля середньої школи Веро-Біч із застосуванням вогнепальної зброї. За рік Демонса звільнили умовно-достроково.
У 2017 році Melly був заарештований за порушення умовного терміну і провів кілька місяців у в'язниці, перш ніж був звільнений у березні 2018 року.
Демонса було заарештовано 30 червня 2018 року в Форт-Маєрсі, штат Флорида, за незаконне зберігання марихуани та зброї.
Демонса було повторно заарештовано 3 січня 2019 року в Форт-Маєрсі за незаконне зберігання марихуани.
13 лютого 2019 року Джеймел був вчергове заарештований, йому було пред'явлено обвинувачення за двома пунктами звинувачення у вбивстві першого ступеня у зв'язку зі стріляниною в жовтні 2018 року, в результаті якої загинуло двоє людей, близьких друзів Демонса, реперів-початківців Ентоні Вільямса (YNW Sak та Крістофер Томаса молодшого (YNW Juvy). Версія слідства свідчить, що Демонс вступив у змову з іншим репером YNW Кортленом Генрі, також відомим як YNW Bortlen, щоб влаштувати подвійне вбивство Вільямса та Томаса молодшого і видати це за поранення у вуличній перестрілці. Демонс та Генрі нібито відвезли постраждалих до лікарні, де вони згодом померли від ран..
22 лютого того ж року видання Complex повідомило, що Деймонс та Генрі були підозрюваними у справі про розстріл заступника шерифа округу Індіан-Рівер.
22 квітня 2019 року сторона звинувачення почала наполягати на призначенні смертної кари артисту. YNW Bortlen пізніше був достроково звільнений.
11 квітня 2022 року YNW Melly був звинувачений у спробі замовити вбивство власної матері.
У вересні 2022 року було звинувачено у спробі втечі. Демонс нібито намовив свого адвоката передати йому ключі від наручників, після чого планував утікати з в'язниці. Раніше співкамерник звинувачував Джеймела у зберіганні саморобних бомб, але слідство з'ясувало, що звинувачення були хибними.
6 липня 2022 року було оголошено, що Melly більше не загрожує смертна кара у разі визнання його винним. Однак 9 листопада 2022 року це рішення було скасовано суддею апеляційної інстанції, що знову дало YNW Меллі право на страту в разі винесення відповідного вироку. Пізніше команда Меллі спробувала скасувати це рішення, подавши апеляцію до Верховного суду Флориди, однак їх спроба була невдалою.
Відбір присяжних у справі про подвійне вбивство Меллі розпочався 11 квітня 2023 року. У судових документах було показано, що суд над Меллі розпочнеться в червні 2023 року.

## Особисте життя
2 квітня 2020 року Демонс (через менеджмент) повідомив шанувальникам у Twitter, що він отримав позитивний результат на коронавірусну хворобу. Він намагався достроково звільнитися з в'язниці через проблеми зі здоров'ям, оскільки 6ix9ine був звільнений з в'язниці через астму та бронхіт. 14 квітня 2020 року його клопотання було відхилено.

## Дискографія

### Студійні альбоми
| Назва                    | Деталі                                                                           | Найвища позиція у чартах | Найвища позиція у чартах | Найвища позиція у чартах |
| Назва                    | Деталі                                                                           | US                       | US R&B/ HH               | CAN                      |
| ------------------------ | -------------------------------------------------------------------------------- | ------------------------ | ------------------------ | ------------------------ |
| Melly vs. Melvin "       | - Реліз: 22 листопада 2019 - Лейбл: 300 - Формат: Цифрове завантаження, потокове | 8                        | 3                        | 17                       |
| «Just a Matter of Slime» | - Реліз: 13 серпня 2021 - Лейбл: 300 - Формат: Цифрове завантаження, потокове    | 11                       | 5                        | 44                       |

### Мікстейпи
| Назва        | Деталі                                                             | Найвища позиція у чартах | Найвища позиція у чартах | Найвища позиція у чартах | Сертифікація   |
| Назва        | Деталі                                                             | US                       | US R&B/ HH               | CAN                      | Сертифікація   |
| ------------ | ------------------------------------------------------------------ | ------------------------ | ------------------------ | ------------------------ | -------------- |
| I Am You     | - Реліз: 3 серпня 2018 - Лейбл: 300 - Формат: Цифрове завантаження | 20                       | 12                       | 18                       | - RIAA :</img> |
| We All Shine | - Реліз: 17 січня 2019 - Лейбл: 300 - Формат: Цифрове завантаження | 27                       | 17                       | 56                       |                |

### Сингли

#### Як провідний виконавець
| Назва                                      | Рік  | Найвища позиція в чартах | Найвища позиція в чартах | Найвища позиція в чартах | Найвища позиція в чартах | Найвища позиція в чартах | Найвища позиція в чартах | Найвища позиція в чартах | Сертифікації           | Альбом             |
| Назва                                      | Рік  | US                       | US R&B/HH                | AUS                      | Канада CAN               | Нова Зеландія NZ         | SWE                      | Велика Британія UK       | Сертифікації           | Альбом             |
| ------------------------------------------ | ---- | ------------------------ | ------------------------ | ------------------------ | ------------------------ | ------------------------ | ------------------------ | ------------------------ | ---------------------- | ------------------ |
| «Legendary (Remix)» (за участю John Wicks) | 2017 | —                        | —                        | —                        | —                        | —                        | —                        | —                        |                        | Collect Call       |
| «Catching Feelings»                        | 2017 | —                        | —                        | —                        | —                        | —                        | —                        | —                        |                        | Collect Call       |
| «772 Love»                                 | 2017 | —                        | —                        | —                        | —                        | —                        | —                        | —                        |                        | Collect Call       |
| «Florida Water» (за участю J Green)        | 2017 | —                        | —                        | —                        | —                        | —                        | —                        | —                        |                        | Collect Call       |
| «Melly the Menace»                         | 2018 | —                        | —                        | —                        | —                        | —                        | —                        | —                        |                        | Collect Call       |
| «Virtual (Blue Balenciagas)»               | 2018 | —                        | —                        | —                        | —                        | —                        | —                        | —                        | - RIAA: платиновий     | I Am You           |
| «Slang That Iron»                          | 2018 | —                        | —                        | —                        | —                        | —                        | —                        | —                        |                        | I Am You           |
| «Whodie»                                   | 2018 | —                        | —                        | —                        | —                        | —                        | —                        | —                        |                        | Позальбомный сингл |
| «Murder on My Mind»                        | 2018 | 14                       | 7                        | 57                       | 9                        | 18                       | 39                       | 20                       | - RIAA: 3 х платиновий | I Am You           |
| «4 Real»                                   | 2018 | —                        | —                        | —                        | —                        | —                        | —                        | —                        |                        | I Am You           |
| «Butter Pecan»                             | 2018 | —                        | —                        | —                        | —                        | —                        | —                        | —                        | - RIAA: золотий        | We All Shine       |
| «Medium Fries»                             | 2018 | —                        | —                        | —                        | —                        | —                        | —                        | —                        |                        | Позальбомный сингл |
| «Till the End» (за участю Skooly)          | 2018 | —                        | —                        | —                        | —                        | —                        | —                        | —                        |                        | Позальбомный сингл |
| «Freddy Krueger» (за участю Tee Grizzley)  | 2018 | —                        | —                        | —                        | —                        | —                        | —                        | —                        | - RIAA: золотий        | Позальбомный сингл |
| «223's» (за участю 9lokkNine)              | 2019 | 34                       | —                        | 56                       | 27                       | 38                       | 94                       | 69                       |                        | Позальбомный сингл |

#### Як запрошений виконавець
| Назва                                                                              | Рік  | Альбом           |
| ---------------------------------------------------------------------------------- | ---- | ---------------- |
| «Pull Up» (Lil Keed за участю Lil Uzi Vert и YNW Melly)                            | 2019 | Long Live Mexico |
| «Young Grizzley World» (Tee Grizzley за участю A Boogie wit da Hoodie и YNW Melly) | 2019 | Scriptures       |
| «100 Shells» (Yung Bans за участю YNW Melly)                                       | 2019 | Misunderstood    |
| «Dying For You» (YNW BSlime за участю YNW Melly)                                   | 2019 | Baby Goat        |

### Інші пісні у чартах
| Назва                                                     | Рік  | Найвища позиція у чартах | Найвища позиція у чартах | Найвища позиція у чартах | Найвища позиція у чартах | Найвища позиція у чартах | Найвища позиція у чартах | Найвища позиція у чартах | Найвища позиція у чартах | Сертифікація  | Альбом                 |
| Назва                                                     | Рік  | US                       | US R&B/HH                | AUS                      | CAN                      | NOR                      | NZ Hot                   | SWE                      | UK                       | Сертифікація  | Альбом                 |
| --------------------------------------------------------- | ---- | ------------------------ | ------------------------ | ------------------------ | ------------------------ | ------------------------ | ------------------------ | ------------------------ | ------------------------ | ------------- | ---------------------- |
| »Mixed Personalities" (за участю Каньє Веста)             | 2019 | 42                       | 19                       | -                        | 51                       | -                        | -                        | -                        | 97                       | - RIAA:</img> | We All Shine           |
| «6 Kiss» (Trippie Redd за участю Juice WRLD та YNW Melly) | 2019 | 60                       | 28                       | -                        | 64                       | -                        | 15                       | -                        | -                        |               | A Love Letter to You 4 |
| «Suicidal»                                                | 2019 | 34                       | 16                       | 65                       | 30                       | 29                       | 5                        | 71                       | 37                       |               | Melly vs. Melvin       |
| «Bang Bang»                                               | 2019 | -                        | -                        | -                        | -                        | -                        | 28                       | -                        | -                        |               | Melly vs. Melvin       |